# 斯氏鋸尾鯊
斯氏鋸尾鯊（學名：Galeus springeri），又稱斯氏蜥鯊，為軟骨魚綱真鯊目猫鲨科鋸尾鯊屬的一個種，由赫拉·康斯坦丁努(Hera Konstantinou)和約瑟夫·科齊(Joseph Cozzi)在1998年出版的科學雜誌《Copeia》中描述了該物種，並以著名鯊魚分類學家斯圖爾特·施普林格( Stewart Springer)的名字為該物種命名。模式標本是一頭 32公分長的未成熟雄魚，於1969年12月8日在背風群島附近採集。分布於中西大西洋小安地列斯群島、波多黎各、伊斯帕尼奧拉島的北海岸與古巴海域，深度450至700公尺，本魚體修長，頭部扁平，鼻子尖而長，每個鼻孔的前緣都有一個三角形的皮瓣，眼睛呈水平橢圓形，並配有瞬膜，每隻眼睛下面無突出的脊，後面有一個微小的氣孔，大而寬的拱形嘴在嘴角處有很短的皺紋，有五對鰓縫，第一背鰭的頂端較鈍，位於腹鰭的後方上方，第二背鰭與第一背鰭形狀相似，大小幾乎相等，位於臀鰭的後部上方，胸鰭相當大且寬，小腹鰭相對於其基部較低，並且具有棱角邊緣，臀鰭拉長，靠近骨盆和尾鰭，臀鰭基部佔總長度的11%，尾鰭有一個小的下葉和靠近上葉尖端的腹側切跡，本魚體有特殊圖案，由背鰭前面鑲白邊的深色水平條紋組成，以及從第一個背鰭基部延伸到尾部的一系列深色馬鞍狀斑紋，腹部均勻為白色，體長可達31.8公分，棲息在深海，屬肉食性，生活習性不明。